# Kolding Storcenter
Kolding Storcenter er et indkøbscenter beliggende i Koldings nordlige bydel og er med sine 62.000 m² og over 120 butikker og restauranter Jyllands største indkøbscenter. I centret findes endvidere et Bilka-varehus. Centret har seks biografsale, Nordisk Film Biografer Kolding, der drives af Nordisk Film Biograferne. Kolding Storcenter indviedes i 1993 og udbyggedes med 20.000 m² i 1999.
I 2024 blev centret endnu en gang udvidet, denne gang med 8000 nye m².
Centret blev kåret som Danmarks bedste indkøbscenter i 1999 og 2003 og drives af Danske Shoppingcentre